# Peter Niemeyer
Peter Niemeyer (nascut el 22 de novembre de 1983 en Hörstel, Rin del Nord-Westfàlia) és un exfutbolista alemany que jugava com a defensa central i centrecampista defensiu.